# Pseudonautia
Pseudonautia is een geslacht van rechtvleugeligen uit de familie Romaleidae. De wetenschappelijke naam van dit geslacht is voor het eerst geldig gepubliceerd in 1978 door Descamps.

## Soorten
Het geslacht Pseudonautia omvat de volgende soorten:
- Pseudonautia avellinoi Descamps, 1978
- Pseudonautia beckeri Descamps, 1978
- Pseudonautia biguttata Descamps, 1983
- Pseudonautia colombiae Descamps, 1978
- Pseudonautia estebanensis Descamps, 1983
- Pseudonautia geniculapicta Bruner, 1922
- Pseudonautia geniculata Stål, 1873
- Pseudonautia guyanensis Descamps, 1978
- Pseudonautia humillana Descamps, 1978
- Pseudonautia inornatipes Descamps, 1978
- Pseudonautia latebrosa Descamps, 1983
- Pseudonautia machigenga Descamps, 1978
- Pseudonautia maculipes Descamps, 1978
- Pseudonautia manuana Descamps, 1978
- Pseudonautia nemoricultrix Descamps, 1983
- Pseudonautia nigricans Descamps, 1981
- Pseudonautia nigrithorax Descamps, 1978
- Pseudonautia nigropicta Descamps, 1978
- Pseudonautia occideana Descamps, 1983
- Pseudonautia ochraceipes Descamps, 1978
- Pseudonautia parvipennis Descamps, 1978
- Pseudonautia piperina Descamps, 1983
- Pseudonautia placita Descamps, 1983
- Pseudonautia regilla Descamps, 1983
- Pseudonautia remota Descamps, 1983
- Pseudonautia rentzi Descamps, 1978
- Pseudonautia rondoniae Descamps, 1983
- Pseudonautia rubida Descamps, 1983
- Pseudonautia saltabunda Descamps, 1983
- Pseudonautia saltuensis Descamps, 1983
- Pseudonautia seducta Descamps, 1983
- Pseudonautia submontana Descamps, 1978
- Pseudonautia tinctifemur Descamps, 1983
- Pseudonautia tonsilis Descamps, 1978
- Pseudonautia valida Hebard, 1923
- Pseudonautia vermiculatipes Descamps, 1983